# منتخب بلجيكا لكرة الأرض للرجال
منتخب بلجيكا الوطني لكرة الأرض للرجال هو ممثل بلجيكا الرسمي في المنافسات الدولية في كرة الأرض .